# Erika Stucky
 (juillet 2018).
 (juillet 2018).
Pour les articles homonymes, voir Stucky.
Erika Stucky,,, née en 1962 à San Francisco, est une chanteuse, musicienne, comédienne et cinéaste américano-suisse.

## Biographie
En 1904, son grand-père Theodor Stucky décide de quitter le Haut-Valais, embarque dans un navire transatlantique pour devenir bûcheron au Canada ; plus tard, il s'installe en Californie. Depuis lors, la famille Stucky, de génération en génération, partage sa vie entre la Californie et les montagnes suisses. Le père d'Erika, Bruno Stucky, est traiteur en boucherie pour The Palace Hote de San Francisco. Il est un passionné de musique américaine, en particulier de Connie Francis et du Rat Pack.
En hiver 1971, pour des raisons économiques autant que par nostalgie pour les Alpes, la famille entière retourne en Europe et s'installe finalement dans le village de Mörel. Erika Stucky participe à des groupes folkloriques en costume traditionnel, où elle fait tourner la pièce de monnaie, le balai frappé (qu'elle délaisse plus tard pour une pelle) et chante le jodle. A 17 ans, elle interprète la comédie musicale Hair pour laquelle elle joue tous les rôles féminins. Avec une amie, elle voyage pendant huit mois en Amérique du Sud et chante dans les rues, en costume traditionnel, un mélange de répertoire folk américain et de jodle rudimentaire[réf. nécessaire].

### Carrière artistique
Après avoir été chassée de l'école de mime de Dimitri, elle s'installe à Paris pour deux ans. Elle y étudie le chant jazz avec Jean-Claude Briodin et le théâtre dans l'Atelier Serge Martin. Elle y obtient un diplôme de comédienne. En 1985, elle fonde le groupe a capella (avec contrebasse) The Sophisticrats qui donne plus de 500 concerts en Europe et en Afrique, remportant plusieurs prix[réf. nécessaire] ; Erika réalise par ailleurs ses premiers films en Super8 pour la scène[réf. nécessaire].
En 1991, elle crée avec Marco Raoult le quartette Bubble-Town, dont elle définit le genre comme une folklore fantasy, un mélange de traditions universelles qui forment une culture imaginaire. En 1994, elle se produit en tant que chanteuse soliste dans le George Gruntz Concert Jazz Band et tourne en Suisse, en Allemagne et en Russie ; Elvin Jones et Joe Henderson rejoignent la tournée à Berlin.
Elle crée en 1997 avec deux trombonistes américains (Art Baron (en) et Ray Anderson) le trio Mrs Bubble & Bones. Elle entame une collaboration avec les trombonistes et joueurs de cor des Alpes Robert Morgenthaler et Jean-Jacques Pedretti, et aussi le batteur Lucas Niggli ; le groupe est baptisé Roots of Communication. En 1999, elle tourne avec le WDR Big Band de Cologne, dont elle partage l'avant-scène avec le bandonéoniste Dino Saluzzi et le pianiste George Gruntz. En 2000, elle interprète pendant plusieurs mois le rôle de Dieu dans la pièce de Sibylle Berg Helges Leben, au Schauspielhaus de Bochum ; son amie Sina y tient le rôle de la Mort, elles composent ensemble la musique du spectacle et entament à ce moment une collaboration au long cours intitulée Sina & Stucky ou Stucky & Sina, marquée par l'élaboration de films projetés sur scène.
En 2002, elle ouvre l'exposition nationale suisse Expo.02 à Morat. Elle est invitée par le guitariste Christy Doran et le batteur Fredy Studer à rejoindre le Jimi Hendrix Project(Jamaaladeen Tacuma et Kim Clarke (de) y tiennent alternativement la basse). En 2006, les Young Gods l'engagent pour participer au Woodstock Project,. La même année, elle reprend le rôle tenu par Linda Ronstadt dans l'opéra Escalator Over The Hill, composé par Carla Bley, livret de Paul Haines ; c'est Carla Bley elle-même qui tient le piano à la Philharmonie de Essen.
En 2007, elle est une des trois protagonistes du documentaire de Stefan Schwietert, Heimatklänge, qui suit trois chanteurs (Noldi Alder et Christian Zehnder) et questionne leur rapport à la tradition suisse. En 2010, elle crée au Stadttheater de Bâle l'opéra Milk & Honey de George Gruntz, avec un ballet chorégraphié par Richard Wherlock. La même année, elle donne des concerts avec le projet Stucky & Roots au Pavillon Suisse de l'exposition universelle de Shanghai ; sa prestation devant des politiciens suisses et sa vision contemporaine de la tradition génèrent un scandale en Suisse.
Elle fonde en 2011 avec son producteur Knut Jensen le projet Ping Pong où ukulele, mini-accordéon, ordinateur portable et voix se croisent ; elle diffuse sur scène ses films tournés à Shanghai. La même année, elle participe au projet Raindogs Revisited, un hommage à Tom Waits dirigé par David Coulter de The Pogues, avec notamment Arthur H, Jane Birkin, Steve Nieve, Tiger Lillies, St Vincent,. En 2012, elle enregistre entre Stockholm et Londres l'album Black Widow", auquel participe le collaborateur historique de Tom Waits, Michael Blair.
En 2014, elle crée le spectacle Wally und die Sieben Geier avec l'orchestre autrichien Da Blechhauf'n, elle y interprète un personnage mythique qui vit dans les Alpes au milieu de sept vautours. En 2018, elle enregistre avec un octuor baroque (La Cetra), avec l'ancien membre du groupe allemand Einstürzende Neubauten, F.M. Einheit, et aussi le contre-ténor Andreas Scholl. Elle y reprend notamment la chanson italienne Caruso de Lucio Dalla.

## Distinction
En juillet 2020, le Service fédéral de la culture lui octroie Le Grand Prix suisse de musique.

## Discographie
- We Love You, The Sophisticrats FunKey, 1990
- Bubbles & Bones, Traumton Records, 2001
- Lovebites, Traumton Records, 2003
- Jimi (Doran, Stucky, Studer, Clarke), Double Moon Records, 2005
- Princess, Traumton Records, 2005
- Suicidal Yodels, Traumton Records, 2007
- Stucky Live 1985-2010., Traumton Records, 2011
- Black Widow, Traumton Records, 2013[24]
- Papito, Traumton Records, 2017